# Pierre Messiaen
Pour les articles homonymes, voir Messiaen (homonymie).
Pierre Messiaen, né à Wervicq-Sud, le 13 mars 1883 et mort à Orange le 26 juin 1957. est un écrivain français, connu pour sa traduction et son exégèse de Shakespeare.

## Biographie
Agrégé d’anglais, Pierre Léon Joseph Messiaen a enseigné dans un lycée de Nantes, puis au lycée Charlemagne, à Paris. Il a également été enseignant à l’Institut catholique de Paris. Spécialiste du théâtre élisabéthain, il a publié une traduction des œuvres complètes de Shakespeare ainsi que des commentaires et analyses sur des écrivains et poètes français. Il fut l’époux de la poétesse Cécile Sauvage avec laquelle il eut deux enfants, le poète Alain Messiaen et le compositeur Olivier Messiaen.

## Œuvres
- William Blake, Chansons d’Innocence, traduction de 19 poèmes de William Blake, Saint-Étienne, Édition de l’Amitié, 1934
- William Shakespeare, Les Comédies. Nouvelle traduction française avec remarques et notes, Éd. Desclée de Brouwer, 1939, 1478 p.
- William Shakespeare, Les Tragédies. Nouvelle traduction française avec remarques et notes, Éd. Desclée de Brouwer, 1941, 1556 p.

prix Langlois de l'Académie française en 1942
- William Shakespeare, Les Drames historiques et les poèmes lyriques. Nouvelle traduction française avec remarques et notes, Éd. Desclée de Brouwer, 1943, 1533 p.
- Images (mémoires autobiographiques), Éd. Desclée de Brouwer, 1944, 346 p.
- Gérard de Nerval, Éd. Morainville, 1945, 166 p.
- Sentiment chrétien et poésie française : Baudelaire, Verlaine, Rimbaud, Éd. La Renaissance du livre, 1947, 252 p.
- Collaboration à l'ouvrage : La littérature catholique à l'étranger, anthologie, Paris, Éd. Alsatia, 1948, Tome 1.
- Théâtre anglais, moyen âge et XVIe siècle : prédécesseurs et contemporains de Shakespeare, Éd. Desclée de Brouwer, 1948, 1332 p.
- John Milton, Le Paradis perdu, introduction, traduction et notes, Paris, Éd. Aubier/Montaigne, 1951.
- Walt Whitman, choix de poèmes, Traduction, Paris, Éd. Aubier, 1951.
- Les Romantiques anglais, texte anglais et français, traduction d'œuvres de Blake, Burns, Byron, Coleridge, Keats, Shelley, Wordsworth. Éd. Desclée de Brouwer, 1955, 905 p.
- John Dewey : Liberté et culture, traduction, Paris, Éd. Aubier, 1955.
- Emily Dickinson : Poèmes choisis, traduction, Paris, Éd. Aubier, 1956.
- Traduction de La Vertu d'amour, méditations de Paul de Jaegher, Éd. Desclée de Brouwer, 1956.
- Shakespeare, les comédies ; remarques sur les comédies et leur auteur, Éd. Desclée de Brouwer, 1960, 145 p.
- William Shakespeare : Traduction en 3 volumes : les tragédies ; les comédies ; les drames historiques. Introduction et commentaires sous la dir. de José Axelrad. Éd. Lausanne, la Guilde du Livre / Desclée de Brouwer 1964, 1273 p., 1149 p. et 999 p.